# Дудаш, Золтан
Зо́лтан Ду́даш (венг. Dudás Zoltán; 8 августа 1933 или 11 августа 1933, Мишкольц, Боршод-Абауй-Земплен — 12 ноября 1989, Будапешт) — венгерский футболист, игравший на позиции защитника. Бронзовый призёр Олимпийских игр 1960 года.

## Биография

### Клубная карьера
Дудаш в течение четырёх с половиной сезонов играл за «Диошдьёр» и сыграл за этот клуб 63 матча.
В январе 1956 года перешёл в «Гонвед», в составе которого отыграл 10 сезонов. В составе «Гонведа» он три раза становился вице-чемпионом страны и бронзовым призёром в 1959 году. В 1964 году в составе «Гонведа» стал обладателем Кубка Венгрии. Всего за эту команду сыграл в чемпионате страны 185 матчей и не забил ни одного гола.

### Карьера в сборной
В составе сборной Венгрии принимал участие в олимпийском футбольном турнире 1960 года и завоевал в нём бронзовые медали. Он сыграл в матче группового этапа со сборной Франции (7:0) и в матче за бронзу со сборной Италии (2:1).

### Смерть
Скончался 13 сентября 1989 года в Будапеште в возрасте 56 лет.

## Достижения
«Гонвед»
- Обладатель Кубка Венгрии (1): 1963/64

 Венгрия
- Бронзовый призёр Олимпийских игр (1): 1960